# Lada Nadezhda/VAZ-2120
La minivan Lada "Nadezhda"/VAZ-2120, es un modelo de la firma Lada, con capacidad para siete personas, del tipo minivan, producida por el fabricante ruso de automóviles AvtoVAZ en el periodo de los años 1998 al 2005.

## Historia
La miniván VAZ 2120 fue el primer vehículo de su tipo en ser fabricado por el complejo autoindustrial ruso, su base mecánica proviene del VAZ-2131 Niva, una línea de vehículos deportivos utilitarios muy popular en Rusia. Este vehículo no fue el éxito que se esperaba en ventas y las líneas de producción vieron su producción caer hasta las 1500 unidades, antes de que el citado fabricante cancelara el modelo en su producción en el año 2005 ante sus pobres resultados.